# Angeliera racovitzai
Angeliera racovitzai is een pissebed uit de familie Microparasellidae. De wetenschappelijke naam van de soort is voor het eerst geldig gepubliceerd in 1973 door Coineau & Botosaneanu.